# لايونزديل (نيويورك)
لايونزديل (بالإنجليزية: Lyonsdale, New York)‏ هي بلدة أمريكية تقع في الولايات المتحدة في مقاطعة لويس، نيويورك. يقدر عدد سكانها بـ 1,227 نسمة ومساحتها 181.6 كم2 وترتفع عن سطح البحر 372 متر.